# ゲタリー
ゲタリー （フランス語:Guéthary、バスク語:Getaria）は、フランス、ヌーヴェル＝アキテーヌ地域圏、ピレネー＝アトランティック県のコミューン。かつては捕鯨港であり、捕鯨が廃れたあとはマグロやイワシの漁が行われている。

## 地理
ゲタリーはコート・バスクの中心地で、ビスケー湾に面している。まちはビアリッツの南約7kmに位置している。
ゲタリーには川がなく、サン＝ジャン＝ド＝リュズとの境界をバルダレタ川が流れる。

## 交通
- 道路 - 国道10号線。A63がコミューン内を通過するが接続がない
- 鉄道 - フランス国鉄のボルドー-イルン線、ゲタリー駅。TERアキテーヌはボルドー＝サン＝ジャン駅から南のアンダイエまでの区間。
- バス - 県が運営するバス路線がビアリッツ、バイヨンヌとの区間を走る。

## 由来
1193年に記されたバイヨンヌの特許状台帳において、Cattarieとして初めて登場する。海事慣習法においてはGattari。1685年にはGuattary、1761年にはSanctus Nicolaus de Guétary（いずれもバイヨンヌ司教座の公文書）、18世紀のカッシーニ地図においてはGuétharyであった。1863年に編纂されたベアルン＝ペイ・バスク地名辞典においてはGuétary。
名称の形態は、中世にコート・バスクにいたガスコーニュ人の存在があるため、ギプスコアの地名ゲタリアと同じであるとはいえない。ガスコーニュ語のgaytàはラテン語のcaptareに由来し、『観察する』ことを意味する。バスク語のgaitari（ガイタの演奏者）は由来から除かれる · 。
ゲタリーもバスク自治州のゲタリアも、よく似た地理的条件を持ち、沿岸の定住地としての長い海の歴史がある。
中世、コート・バスクの村のいくつかはガスコーニュ人が開拓しており、そのうえでバスク語で同名のゲタリアがあることになる。

## 歴史

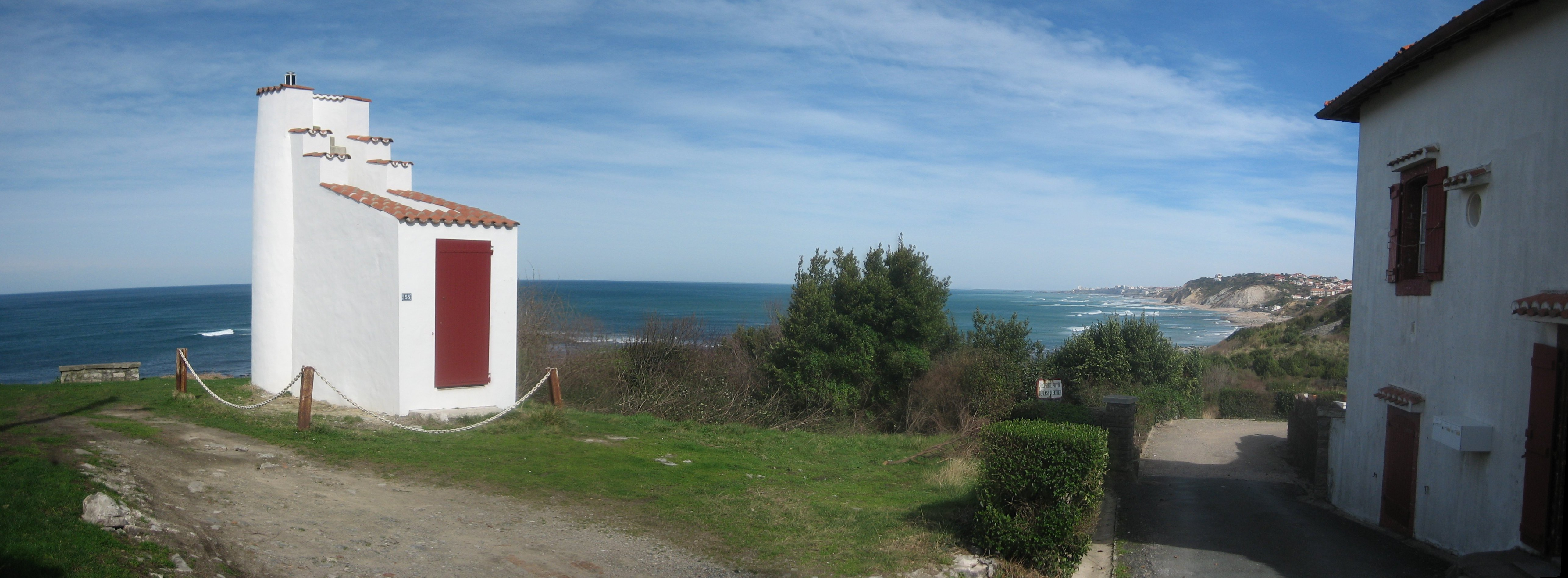
海岸を見下ろすセマフォールの監視所

ゲタリーでの人の定住は非常に古い。1984年に駅近くで工事中、ガルムや塩漬け魚用の蔵の遺構が発見された。既に紀元前から海洋資源を重要にして人が暮らしていたことが証明された。1988年にはラテン語の碑文が見つかっている。
ゲタリーはラブール地方の一部である。この小さな漁村をもとにラブール子爵は1193年に農民を新たに移住させた。ゲタリーはキリスト教の教区になったとみられるが、その後ビダールに併合されたため急速に教区の地位を失った。ゲタリーは1633年に再び教区となった。当時のゲタリーは、主として捕鯨からの漁業収入で成りたっていた。
現在のセマフォールという場所は、湾に面した監視所で、沖を泳ぐクジラや、海賊を監視していた。ゲタリーの漁師はクジラを見つけると、港の小さなボートに乗って銛で漁をした。盗賊や海賊に襲われたときは、彼らはオストラピアという古い農場（かつてサンティアゴの巡礼路の中継地だった）へ避難した。
近接するコミューンと同様に、ゲタリーも戦争と疫病に苦しめられた。1419年と1438年にカスティーリャが侵攻、1515年にはペストが流行した。1523年にはスペインが侵攻した。1635年に三十年戦争が終結すると、1636年にスペインがこの地域に侵攻した。ゲタリーの住民は周辺の村と同じように、住宅や作物を残したまま逃げた。スペインの占領は1年しか続かなかったが、家畜や農作物に被害を与えた。まちは荒廃と、農業と漁業に特化される資源の減少で、状態が悪化した。
1659年、ルイ14世の宮廷と軍が教会を通過した。王とスペイン王女マリア・テレサとの結婚を祝うため、後に通りはエコール通りとされた。
フランス革命は、1790年にコミューンとなった教区の暮らしを乱したりはしなかった。聖職者ラフィットが首長となった。まちは1793年に革命暦を採用している。1793年にはスペインとの再度の戦争のため、かつてより多くの制限が加えられた。1813年には初代ウェリントン侯爵アーサー・ウェルズリー将軍の軍が占領している。ゲタリーは非常に貧しいまま、壊滅的な負債を抱えた。財務の改善は、1840年に始まる観光業と海水浴の流行まで待たねばならなかった。リゾート地としての正しい外観と施設を維持するため、支出が避けられなかったからである。ボルドーからイルンへ向かう鉄道路線が1861年に開業した。鉄道交通は急速に発展した。
自治体での生活は貧困のため荒れていた。多く立ち上げられた事業に資金と税金が注ぎ込まれたからである。
ドイツ軍、そしてスペイン軍の占領の当事者たちは、アンダイエにて行われるアドルフ・ヒトラーとフランシスコ・フランコの協定締結に向かうため、ゲタリーを通過している。

## 人口統計
| 1962年 | 1968年 | 1975年 | 1982年 | 1990年 | 1999年 | 2006年 | 2007年 |
| ------ | ------ | ------ | ------ | ------ | ------ | ------ | ------ |
| 1036   | 1034   | 965    | 1042   | 1105   | 1291   | 1322   | 1327   |

参照元 - 1962年まで住民数: base Cassini de l'EHESS 1968年よりInsee （2倍に数えない人口で、2006年から自治体のみの人口） · 

## 経済
まちの経済の活発さは、コート・バスクに面しているため観光が盛んであるおかげである。ゲタリーの海岸にはサーフィンに適した場所が多い。

## 教育・福祉
ゲタリーには小学校が1校ある。
最も近い公立病院はサン＝ジャン＝ド＝リュズにある。そのほか診療所もサン＝ジャンにある。救急病院はバイヨンヌにある。

## 姉妹都市
- トロワ・ピストル、カナダ